# 야쿠엔다이역
야쿠엔다이역(일본어: 薬園台駅, やくえんだいえき)은 일본 지바현 후나바시시에 있는 신케이세이 전철 신케이세이선의 역이다. 역 번호는 SL21이다.
역명은 "야쿠엔다이(薬園台)"로 표기하지만, 역 소재지는 "야쿠엔다이(薬円台)"이고 표기법이 다르다. 주위 지명도 "야쿠엔다이(薬円台)"이지만, 역 남동쪽에 "야쿠엔다이 1초메(薬園台町1丁目)"라는 지명도 있고 "엔"과 "원"이라는 양쪽 지명이 혼재하고 있다.

## 역 구조
섬식 승강장 1면 2선의 교상역사이다. 3층에 야쿠엔다이 역 빌딩이 있다. 2000년 7월 29일 역 이전까지는 신케이세이 선 내에서 유일하게 자동 개찰구가 없는 역이자 화장실도 씻는 것이 없었다.

### 타는 곳
| 1 | 신케이세이선  | 마에바라・신쓰다누마・게이세이쓰다누마・ 게이세이선 방면  |
| 2 | 신케이세이 선 | 나라시노・기타나라시노・신카마가야・야바시라・마쓰도 방면 |

## 역 주변
- 국도 제296호선

## 역사
- 1947년 12월 27일: 영업 개시.
- 2000년 7월 29일: 현재 위치로 이전. 신역사는 3층에서 은행과 편의점, 진료소, 미용실 등이 들어갔다.

## 인접역
| 신케이세이 전철 신케이세이 선 | 신케이세이 전철 신케이세이 선 | 신케이세이 전철 신케이세이 선        |
| ----------------------------- | ----------------------------- | ------------------------------------ |
| SL 20 나라시노 마쓰도 방면    |                               | 마에바라 SL 22 게이세이쓰다누마 방면 |